# Salzgitter-Eisenbahn 51–58
Die Tenderlokomotiven Salzgitter-Eisenbahn 51–58 wurden von der deutschen Lokomotivfabrik Jung für die Salzgitter-Eisenbahn gebaut. Sie wurde 1938 in Dienst gestellt und waren bei den Reichswerken Hermann Göring als Rangierlokomotiven eingesetzt. Die Lokomotiven waren bis zur Ablösung durch Diesellokomotiven in den 1960er Jahren im Einsatz und wurden dann ausgemustert sowie verschrottet.

## Geschichte
Die Lokomotiven waren dreifach gekuppelte Werkbahnlokomotiven. Sie erhielten die Bezeichnung 51–58. Ihr Aufgabengebiet war der Werkverkehr im Werk in Salzgitter, es wurden Züge aus Schlackenpfannenwagen, Roheisenpfannenwagen oder Einseitenkipper befördert. Lediglich für die Erzzüge mit automatischer Kupplung waren sie nicht geeignet, denn sie besaßen nur reguläre Zug- und Stoßeinrichtungen.
Nach dem Zweiten Weltkrieg wurden sie von den Verkehrsbetrieben Peine-Salzgitter übernommen und behielten ihre Bezeichnung. Sie waren bis Mitte der 1960er Jahre im Einsatz, dann wurde ihr Aufgabengebiet mehr und mehr von Diesellokomotiven übernommen. Alle Lokomotiven wurden ausgemustert und verschrottet.

## Technik
Die Lokomotiven waren eine der wenigen Industrielokomotiven der Firma Jung vor dem Zweiten Weltkrieg. Gebaut wurden sie in Heißdampfausführung. Sie haben einen bis zur Zylinderkante reichenden Wasserkasten. Das Laufwerk war mit einem festen Achsstand von 1.500 mm bei einem Gesamtachsstand von 3.000 mm ausgeführt. Welche Endachse seitenverschiebbar war, ist nicht bekannt.
Der Kessel war mit einem Dampf- sowie einem Sanddom ausgerüstet, von dem die mittlere Achse beidseitig und die Endachsen gesandet wurden. Die Steuerung war mit Kolbenschieber ausgeführt, der Kreuzkopf war einseitig auf der Gleitbahn geführt.